# Rivula erebina
Rivula erebina là một loài bướm đêm trong họ Erebidae.